# Phrictus quinquepartitus
Phrictus quinquepartitus is een insect uit de familie van de Fulgoridae.

## Kenmerken
Dit insect heeft bontgekleurde vleugels en een vreemd gevormde kop. De voorvleugel is bezet met camouflagekleuren en de achtervleugel met schrikkleuren om eventuele belagers te verwarren.

## Verspreiding en leefgebied
Deze soort komt voor in de bossen van Panama, Brazilië en Colombia.